# Hazdayi Penso
Hazdayi Penso (Çanakkale, 8 marzo 1914 – 28 settembre 1986) è stato un cestista turco.

## Carriera
Ha giocato nel Barkhoba. Con la Turchia ha disputato 2 partite alle Olimpiadi del 1936.